# George van Zinnicq Bergmann
George Willem Joseph Marie van Zinnicq Bergmann ('s-Hertogenbosch, 5 januari 1851 – aldaar, 7 november 1910) was een Nederlands rooms-katholiek geestelijke die pastoor was in Tilburg. Hij is bekend vanwege zijn discutabele betrokkenheid bij een moordzaak die nooit werd opgelost.

## Opleiding
Van Zinnicq Bergmann was de zoon van Wilhelmina Josepha Bernard en tweedekamerlid Franciscus van Zinnicq Bergmann die behoorde tot de Bossche katholieke elite. Na vier jaar gymnasiumstudie in 's-Hertogenbosch volgde George het kleinseminarie aldaar. In 1869 startte hij zijn priesteropleiding op Haarendael, het grootseminarie in Haaren. In 1872 ontving hij zijn lagere wijding en werd zijn kruin geschoren als symbool van toewijding aan God en verzaking aan seksualiteit. Gedurende de drie volgende jaren werd hij respectievelijk subdiaken, diaken en priester gewijd in de Sint-Janskathedraal van 's-Hertogenbosch. Hij zette vervolgens zijn theologiestudie voort in Rome waar hij de graad van doctor verwierf. 

## Carrière
Van 1877 tot 1887 was Van Zinnicq Bergmann kapelaan van de Sint-Catharinaparochie in Eindhoven, die hij moest verlaten om een professoraat te vervullen in Haaren, waar hij eerder gestudeerd had. In 1897 kreeg hij de opdracht een nieuwe parochie te stichten in Tilburg, een stad met een snel groeiende katholieke gemeenschap. Hij ging hierbij voortvarend te werk, want hetzelfde jaar werd al begonnen met de bouw van een magnifiek grote kerk aan de Noordhoek, de  Heilig Hartkerk. Het was op dat moment een van de grootste en fraaiste kerken van Nederland, naar een ontwerp van Pierre Cuypers. In 1898 werd hij er als pastoor geïnstalleerd door deken A.D. Smits.  Als zijn kapelaans bracht Van Zinnicq Bergmann de priesters Völker en Berkvens mee, bekenden van hem respectievelijk uit Veghel en Woensel. 

## Moordzaak
Voor Van Zinnicq-Bergmann veranderde de situatie ingrijpend toen zijn kerk in 1900 het toneel werd van een misdrijf. Dit werd in Tilburg pas duidelijk enkele dagen nadat de verkrachting en moord op Marietje Kessels had plaats gevonden. 'Ik heb alles verloren', zei Van Zinnicq Bergmann vervolgens tegen de ouders van het meisje, Maria en Mathijs Kessels. De pastoor trachtte de ouders te troosten door hen van zijn noodlot op de hoogte te brengen. Of hij zelf bij het gebeuren betrokken was, is echter nooit onderzocht. De ochtend na de moord bezocht George zijn broer Emile die advocaat was in 's-Hertogenbosch. De reden van het bezoek en wat daar besproken is, is niet bekend. Hoe dan ook heeft Van Zinncq Bergmann zijn invloed aangewend om het (politie)onderzoek en het gerechtelijk proces te (doen) sturen; geen van de drie in het kerkgebouw aanwezige priesters zijn formeel als verdachte aangemerkt. Het strafproces werd pas afgerond in 1902, zonder een schuldige te hebben aangewezen. Omdat de dader zijn straf was ontlopen bleef Van Zinnicq-Bergmann in veler ogen verdacht, maar daarover werd publiekelijk gezwegen. Door alle speculaties is de moordzaak blijven fascineren, tot in de 21e eeuw.

## Overlijden
George van Zinnicq-Bergmann bleef tot aan het eind van zijn leven pastoor van de Noordhoekse kerk. Hij overleed onverwachts, kort na een operatie in het Groot Ziekengasthuis in 's-Hertogenbosch, op 59-jarige leeftijd. Op zijn begrafenisstoet speelde -nota bene- het bedrijfsorkest van Mathijs Kessels. Wellicht had Kessels willen voorkomen dat er ophef zou komen als hij dit had geweigerd. De grafsteen van Van Zinnicq Bergmann bevindt zich op de begraafplaats aan de Bredaseweg, vlakbij die van Marietje en die van politiecommissaris Caarls.

## Trivia
- Jan van Delft schilderde een portret van Van Zinncq Bergmann. Verder bestaan er twee fotos van hem genomen door A. Van Beurden, de Tilburgse hoffotograaf van Prins Hendrik.[2]
- In 1975 werden in Tilburg twee kerken gesloopt; die aan de Noordhoek en aan de Besterd. Vooral de sloop van de Heilig Hart-kerk aan de Noordhoekring (de 'Moordhoek') trok opvallend veel publiek.[4]